# Molmanatti, Gokak
Molmanatti là một làng thuộc tehsil Gokak, huyện Belgaum, bang Karnataka, Ấn Độ.